# 钷
钷，是一種化學元素，其化學符號为Pm，原子序數为61，属于镧系元素，也是稀土元素之一。钷是镧系及稀土元素中唯一一个没有稳定同位素的元素，其所有同位素都具有放射性，其中壽命最長的是鉕-145，半衰期約17.7年。由於缺乏長壽命的同位素，钷在自然界中极为稀有，同一時間在地壳中自然存在的钷只有大约500-600克。原子序小於83（鉍）的元素中只有钷和锝没有稳定的同位素，钷也是前84种元素中（钋以前）最不稳定的元素。如同大多數稀土元素，钷只表现出一种稳定的氧化态，即+3。
1902年，博胡斯拉夫·布劳纳提出有一种当时未知的元素，其性质介于已知元素钕（60）和钐（62）之间；1914年，亨利·莫斯利证实了这一点，他测量了当时所有已知元素的原子序数，发现原子序数61的位置是空缺的。1926年，有两个小组（一组意大利人和一组美国人）分別声称分离出了61号元素的样品；这两个「发现」很快被证明是错误的。 
1945年，在橡树岭国家实验室，通过對石墨反應爐中照射的铀燃料之裂变产物进行分离與分析，首次发现并确认61号元素的存在。发现者提出了 "Prometheum" 这个名字（后来拼写改为Promethium），来源于希腊神话中从奥林匹斯山盗取火种并将火种帶給人类的泰坦普羅米修斯，象征着「人类智慧的大胆和可能的被滥用」。第一件钷金属的样本直到1963年才被制造出来。
钷在自然界中有两种可能的来源：天然铕-151的α衰变（产生钷-147）和铀的自發裂變（产生各种同位素）。尽管钷-145是最稳定的钷同位素，但钷的实际应用只侷限于钷-147的化合物，这些化合物被用于夜光漆、核電池和厚度量测装置。由于天然钷极为稀少，通常是通过用热中子轰击铀-235（浓缩铀）来合成钷-147。

## 性质

### 物理性质
钷原子有61个电子，以[Xe]4f56s2的电子组态排列。在形成化合物时，钷原子会失去两个最外层的电子和一个属于开放亚壳层的4f电子。钷的金屬半徑雖然仅略大于其邻近元素釹和釤，卻是所有镧系元素中金屬半徑第二大的。钷是镧系收缩現象中最显著的例外。
钷在元素週期表中位於钕和钐之间，其许多性质也介于钕和钐之间。例如，钷的熔点、第一至第三电离能和水合能均大于钕，而低于钐；同样的，钷變為单原子气体的沸点、Pm3+离子的半径和标准形成热的估计值都大于钐，而小于钕。
钷具有α相与β相两种同素異形體。鉕在常溫下為α相，为双六方最密堆积（DHCP）结构，硬度为63kg/mm2。α相鉕在加热到890℃时会转换成体心立方（bcc）結構的β相鉕。

### 化学性质与化合物

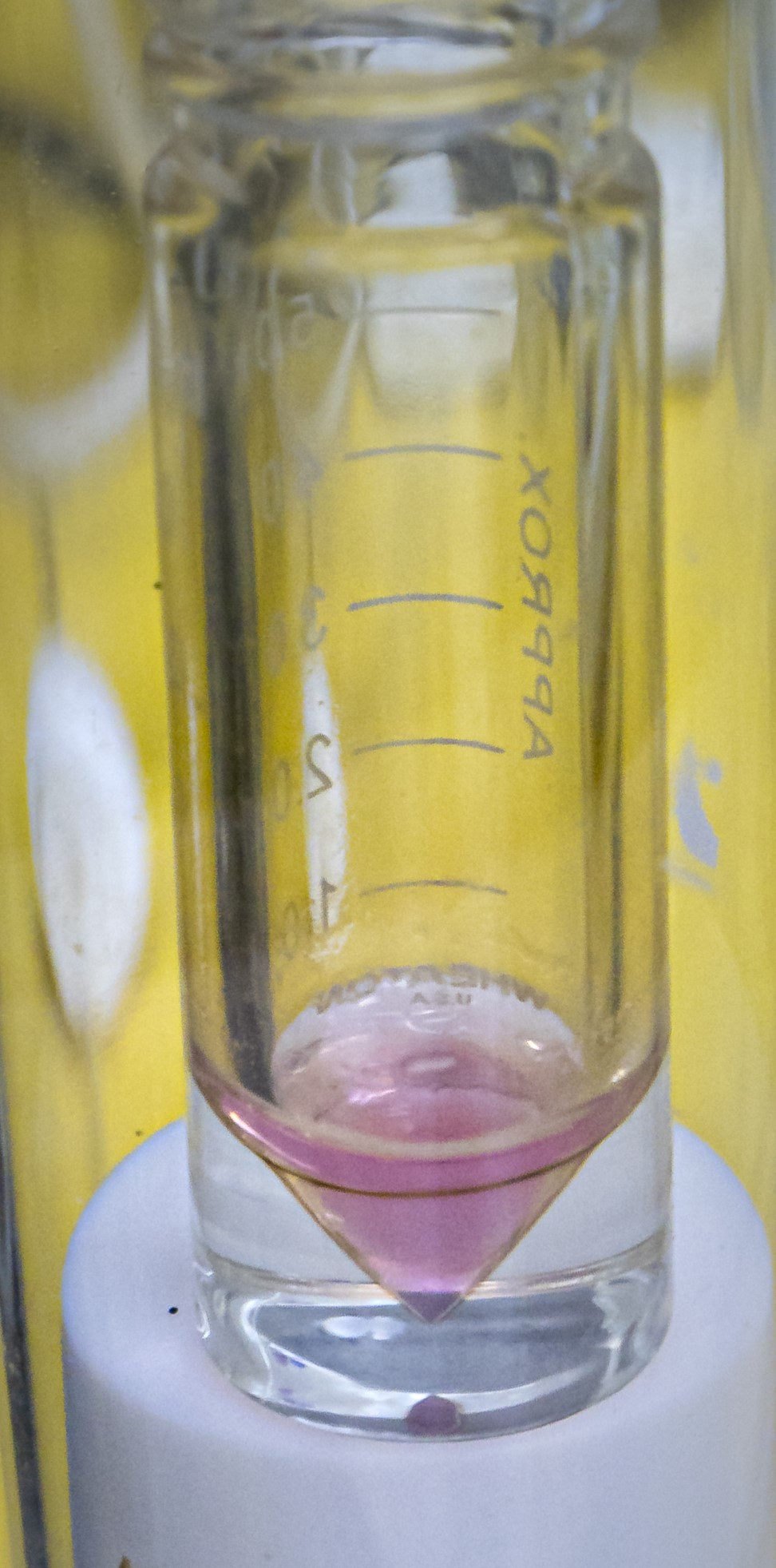
含有Pm^{3+}离子的粉红色溶液

钷属于镧系元素中的铈组，与邻近元素的化学性质非常相似。由于其不稳定性，对钷的化学研究还不完全，即使已经合成了一些化合物，也没有得到充分的研究。一般來說，钷化合物往往呈粉红色或红色。
如同大多數鑭系元素，钷只會形成一种稳定的氧化态，即+3。根据其在元素周期表中的位置，钷應無法形成稳定的+4或+2氧化态。Pm3+离子的颜色为粉红色，电子组态为[Xe]4f4。基态符号为5I4。用强氧化剂或还原剂与含有Pm3+离子的化合物，发现钷离子不易被氧化或还原。
用氨水处理含有Pm3+离子的酸性溶液，可得到不溶于水的浅褐色胶状氢氧化钷（Pm(OH)3）沉淀。当钷溶于盐酸时，将产生水溶性的黄色氯化钷（PmCl3）。同样地，将钷溶解在硝酸中时，即生成硝酸钷（Pm(NO3)3）。硝酸钷易溶于水，乾燥后形成粉红色晶体，与硝酸钕（Nd(NO3)3）类似。钷硫酸盐与其它铈族稀土的硫酸盐一样微溶于水，科学家在计算出八水合硫酸钷（Pm2(SO4)3·8 H2O）的晶格常数后，导出其密度是2.86 g/cm3。十水合草酸钷（Pm2(C2O4)3·10 H2O）在所有镧系草酸盐中溶解度最低。
与硝酸盐不同，钷的氧化物类似于相应的钐盐，而不是钕盐。以钷草酸盐为例，在初始合成态下的样品是一种白色或淡紫色的粉末，结构紊乱。这种粉末在加热到600℃时會结晶为立方晶格。如果继续加热至800℃或1750℃時再进一步退火，会分别将其不可逆地转变为单斜晶系和六方晶系結構；最后两相可以通过调整退火时间和温度相互转换。
| 化学式 | 对称性   | 空间群  | No  | 皮尔逊符号 | a (pm) | b (pm) | c (pm) | Z  | 密度, g/cm3 |
| ------ | -------- | ------- | --- | ---------- | ------ | ------ | ------ | -- | ----------- |
| α-Pm   | DHCP     | P63/mmc | 194 | hP4        | 365    | 365    | 1165   | 4  | 7.26        |
| β-Pm   | 体心立方 | Fm3m    | 225 | cF4        | 410    | 410    | 410    | 4  | 6.99        |
| Pm2O3  | 立方晶   | Ia3     | 206 | cI80       | 1099   | 1099   | 1099   | 16 | 6.77        |
| Pm2O3  | 单斜晶   | C2/m    | 12  | mS30       | 1422   | 365    | 891    | 6  | 7.40        |
| Pm2O3  | 六方晶   | P3m1    | 164 | hP5        | 380.2  | 380.2  | 595.4  | 1  | 7.53        |

| 化學式 | 顏色     | 配位數 | 對稱性 | 空間群 | No  | 皮爾遜符號 | m.p. (°C) |
| ------ | -------- | ------ | ------ | ------ | --- | ---------- | --------- |
| PmF3   | 粉紫色   | 11     | 六方晶 | P3c1   | 165 | hP24       | 1338      |
| PmCl3  | 薰衣草色 | 9      | 六方晶 | P63/mc | 176 | hP8        | 655       |
| PmBr3  | 紅色     | 8      | 斜方晶 | Cmcm   | 63  | oS16       | 624       |
| α-PmI3 | 紅色     | 8      | 斜方晶 | Cmcm   | 63  | oS16       | α→β       |
| β-PmI3 | 紅色     | 6      | 菱面體 | R3     | 148 | hR24       | 695       |

### 同位素
钷沒有穩定的同位素，即所有同位素都具有放射性。钷是镧系元素及稀土元素中唯一一個沒有穩定同位素的元素，也是前83种元素中仅有的两個没有稳定或长寿命同位素的元素之一（另一個為鎝），更是前84种元素中（钋以前）最不稳定的元素。鉕和鎝是液滴模型的特例，而相邻元素（釹和釤）的稳定性也连带影响钷的稳定性。
壽命最長的钷同位素是钷-145，放射性强度为每克940居里（35TBq），主要衰變方式為电子俘获，半衰期为17.7年。因为它有84个中子（比82多2个中子，而82是其中一个对应于稳定中子构型的幻数），能够藉由放出一个α粒子（有2个中子）形成穩定的、具有82个中子的镨-141，因此它也是唯一具有实验观察到會發生α衰变的钷同位素，但發生的相对概率極低，为2.8×10-7 %，其α衰变的部分半衰期约为6.3×109年。其他几种钷同位素如144Pm、146Pm和147Pm也有足够能量进行α衰变，但目前尚未被观测到。钷主要的衰变产物是钕和钐的同位素（钷-146会衰变为这两种同位素，其余较轻的同位素一般通过正电子发射和电子俘获转变成钕，较重的同位素通过β衰变成钐）。而其同核异构体可衰变为其他钷同位素。目前共发现了从126Pm到166Pm这41种钷的同位素。
钷有18种同核异构体，质量数分别为133至142、144、148、149、152和154（有些质量数的核异构体不止一种）。其中最稳定的是钷-148m，半衰期为43.1天；这比除钷-143～147以外的所有钷同位素基态的半衰期都长。事实上，钷-148m的半衰期甚至比其基态钷-148的半衰期更长。

## 歷史

### 搜索61號元素
1902年，捷克化學家博胡斯拉夫·布勞納發現所有相鄰的鑭系元素中，釹和釤之間的差異是最大的，因此他推測有一個未知元素的性質介於兩者之間。這一預測在1914年由亨利·莫斯利所證實，因為他測出所有當時已知元素的原子序後，發現有幾個原子序並沒有相對應的元素，分別為43、61、72、75、85和87，其中61號的空缺便位於稀土元素釹和釤之間。之後許多科學家團隊開始在稀土礦物中尋找未知的61號元素。
第一個發表其發現的是來自意大利佛羅倫斯的路易吉·羅拉（Luigi Rolla）和洛倫佐·費爾南德斯（Lorenzo Fernandes）。他們使用分段結晶法從巴西產的獨居石中分離出了少量稀土硝酸鹽濃縮物的混合物後，得到了一種主要含有釤的溶液。他們將該溶液發出的X射線光譜歸因於釤和61號元素。為了紀念他們所在的城市，他們將61號元素命名為「florentium」。該研究結果發表於1926年，但他們聲稱實驗是在1924年完成的。同時，在1926年，來自伊利諾大學厄巴納-香檳分校的一組科學家史密斯·霍普金斯（Smith Hopkins）和萊昂·英特馬（Len Yntema）也發表了61號元素的發現，他們以伊利諾大學之名將其命名為「illinium」。兩組科學家的發現報告都被證明是錯誤的，因為在其結果中與61號元素“對應”的譜線和didymium的譜線基本相同；被認為屬於61號元素的幾條譜線是由樣本中所含的少數雜質（鋇、鉻和鉑）發出的。
1934年，約瑟夫·馬陶赫提出了馬陶赫同量異位素規則，從該規則推導出的其中一個結果就是61號元素無法形成穩定的同位素。1938年，HB Law等人在俄亥俄州立大學開啟了一次核實驗，實驗於1941年時產生的一些核素被確認不是釹或釤的放射性同位素，他們將其命名為「cyclonium」，但沒有化學證據證明其中含有61号元素，故这一发现没有得到普遍认可。

### 鉕的發現與生產
1945年，雅各布·A·馬林斯基、勞倫斯·E·格蘭丹寧和查爾斯·D·科耶爾在美國橡樹嶺國家實驗室（當時稱為柯林頓實驗室）將鈾燃料置於石墨反應爐中輻照後分離並分析其裂變產物時首次發現了61號元素。然而，由於當時學界在二戰期間忙於與軍事相關的研究，他們直到1947年才宣布61號元素的發現。他們原本考慮以柯林頓實驗室之名將該元素命名為「Clintonium」，不過最終採用了發現者之一科耶爾的妻子葛蕾絲·瑪麗·科耶爾（Grace Mary Coryell）提出的名字「Prometheum」。該名稱出自希臘神話中從奧林匹斯山盜火給人類使用的泰坦普羅米修斯，象徵「人類智慧的大膽和可能的被濫用」。「Prometheum」之後被改為和大多數元素名稱格式一致的「Promethium」（鉕） 。

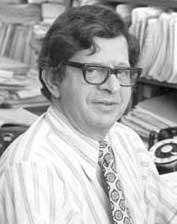
雅各布·A·馬林斯基（英语：Jacob A. Marinsky）
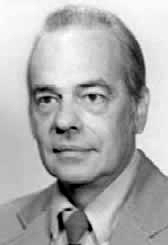
勞倫斯·E·格蘭丹寧（英语：Lawrence E. Glendenin）
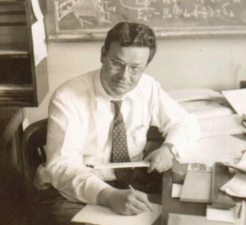
查爾斯·D·科耶爾（英语：Charles D. Coryell）

1963年，科學家首次利用氟化鉕（III）製造出鉕金屬。將氟化鉕暫時提純、去除其中的釤、釹和鋂等雜質後，將樣本置於一鉭製坩堝中，再將盛有氟化鉕的坩堝置於另一裝有相對於氟化鉕十倍量的鋰金屬的鉭製坩堝內。將實驗環境抽真空後，兩坩堝內的化學品混合、反應並置換出鉕金屬：
PmF3 + 3 Li → Pm + 3 LiF
反應生成的鉕樣品被用於測量鉕金屬的一些性質，例如其熔點等。
1963年，橡樹嶺國家實驗室使用離子交換法從核反應爐的核燃料加工廢料中分離出了大約10克的鉕。直至今日，鉕的主要來源依然是作為鈾裂變生成的副產品之一被提取出。
也可以透過用中子轟擊146Nd使之轉變為147Nd，接著147Nd發生β衰變（半衰期11天）生成147Pm。

## 自然產生

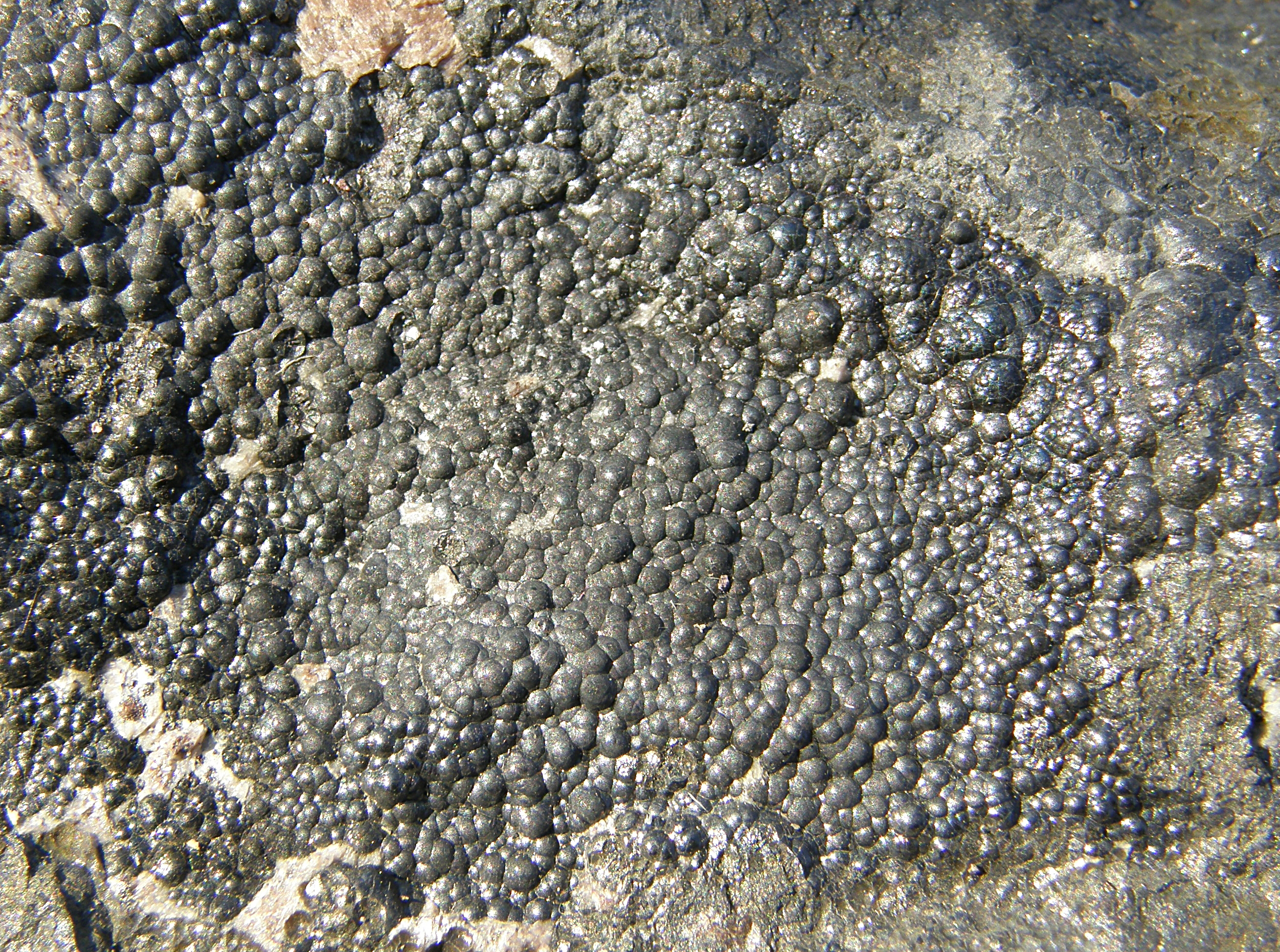
地殼中大部分的鉕存在於瀝青鈾礦中

1934年，威拉德·利比發現純釹樣本中具有弱β活度，並將該現象歸因於部分釹同位素具有超過1012年的長半衰期。約20年後，有人依此聲稱每克天然釹中就有10-20克以下的鉕作為釹的衰變產物存在於其中。然而，該言論已被新的調查結果否定了。因為根據能量守恆定律，天然存在的七個釹同位素都無法藉由發生β衰變產生鉕的同位素。對原子質量的精細測量結果表明，150Nd-150Pm的質量差為負（−87keV），使得150Nd絕對不可能發生單β衰變轉變為150Pm。
1965年，奧拉維·埃拉梅查從磷灰石中提取的稀土精礦中分離出痕量的145Pm，推導出自然界中鉕的豐度上限為10−21。这些钷可能是由铀的自发裂变或是146Nd的宇宙射線散裂产生的。
根據理論計算，兩種天然的銪同位素151Eu和153Eu都有可能發生α衰變形成鉕的同位素，但兩者長久以來在觀測上都是穩定的。不過義大利格蘭沙索國家實驗室已在研究中測得了151Eu發生α衰變形成147Pm的半衰期，長達5×1018年。目前已證明同一時間地殼中約有12克的鉕是由151Eu衰變而成。至於目前仍未觀察到153Eu發生α衰變，理論計算顯示153Eu的半衰期非常長（因為其衰變能量低），其衰變過程可能永遠不會被觀測到。
地殼中的鉕還可能是鈾-238的自發裂變產物，科學家已從瀝青鈾礦等礦石中發現痕跡量的鉕（平均濃度約為4×10-18），地殼中約有560克的鉕是鈾的裂變產物。
在仙女座GY、普瑞茲畢爾斯基星和HD 965等恆星的光譜中也發現了鉕的存在。由於鉕同位素的半衰期都很短，所以它們通常是在恆星的表面附近形成的。

## 生產
不同钷同位素的生产方法各不相同，本節只给出钷-147的生产方法，因为它是唯一具有工业应用的钷同位素。钷-147是通过用热中子轰击铀-235来大量生产的，与其他同位素相比产量相对较高，占铀-235裂變產物總量的2.6%。另一种生产钷-147的方法是通过用热中子轰击浓缩的钕-146或在粒子加速器中用高能质子轰击碳化铀靶来获得钕-147，接著钕-147快速衰变为钷-147。另一种方法是用快中子轰击铀-238，引起快速裂变，在多种反应产物中产生钷-147。
在1960年代，橡树岭国家实验室（ORNL）每年可生产650克钷，是世界上唯一大批量合成钷的设施，然而美国在1980年代初已停止了公克级的钷之生产，不過隨著2010年代ORNL的高通量同位素反應爐的重新啟用，ORNL將有機會恢复钷的生产。目前，俄罗斯是唯一较大规模生产钷-147的国家。

## 應用

氯化钷(III)漆钮，其表面的硫化锌塗層因钷放射出的β粒子而发光

大多数钷只用于科學研究，但钷-147除外，它可以在实验室外找到。它可以以氧化物或氯化物的形式以毫克為單位获得。钷-147不发射γ射线，其放出的β射線在物质中的穿透深度较小，且半衰期相对较长。
有些信号灯使用的发光涂料中含有一种荧光粉，能吸收钷-147发出的β射線而发光。钷-147不会像α放射源那样引起荧光粉的老化，因此能稳定发光几年的時間。最初，镭-226被用于此目的，但后来被放射性更低的钷-147和氚（氢-3）所取代。基于核安全的原因，钷可能再比氚更受青睐。
在核电池中，通过在两块半导体板之间夹入一个小型钷放射源，能将钷-147发射的β粒子转化为电流。这種电池的使用寿命约为5年。第一块以钷作為電源的核电池组装于1964年，能从大约2立方英寸的体积（含外殼）中产生几毫瓦的功率。
钷还可用于测量材料的厚度，以钷源通过样品的β粒子之辐射量估算。 它今后還可能用于便携式X射線機，以及作为太空探测器和人造卫星的辅助热源或电源（尽管發射α粒子的钚-238已成为大多数太空探索相关用途的标准放射源）。

## 生物作用和注意事項
如同其他鑭系元素，鉕在生物體中不發揮任何生物作用，但其化學毒性也不高。除了放射性之外，鉕對人體沒有任何危害。鉕-147在β衰變過程中發出的γ射線會對生命體構成危害。如果做好足夠的安全措施（配戴手套、鞋套、安全眼鏡以及易於脫下的防護服），那麼微量的鉕-147是無害的。
目前尚不清楚鉕和人體相互作用後會對哪些器官造成影響，目前推測可能會傷害人的骨組織。密封的鉕-147是無害的，但如果包裝破損，那麼洩漏的電離輻射便會對環境和人類造成危害。如果發現放射性污染，受污染的地方應用肥皂和水清洗。若在一地區發現鉕洩漏，該地區應認定為危險並立即疏散周遭人口，且必須聯繫警方等緊急服務單位。

## 外部連結
- 元素钷在洛斯阿拉莫斯国家实验室的介紹（英文）
- —— 钷（英文）
- 元素钷在The Periodic Table of Videos（諾丁漢大學）的介紹（英文）
- 元素钷在Peter van der Krogt elements site的介紹（英文）
- WebElements.com – 钷（英文）